# Pandava

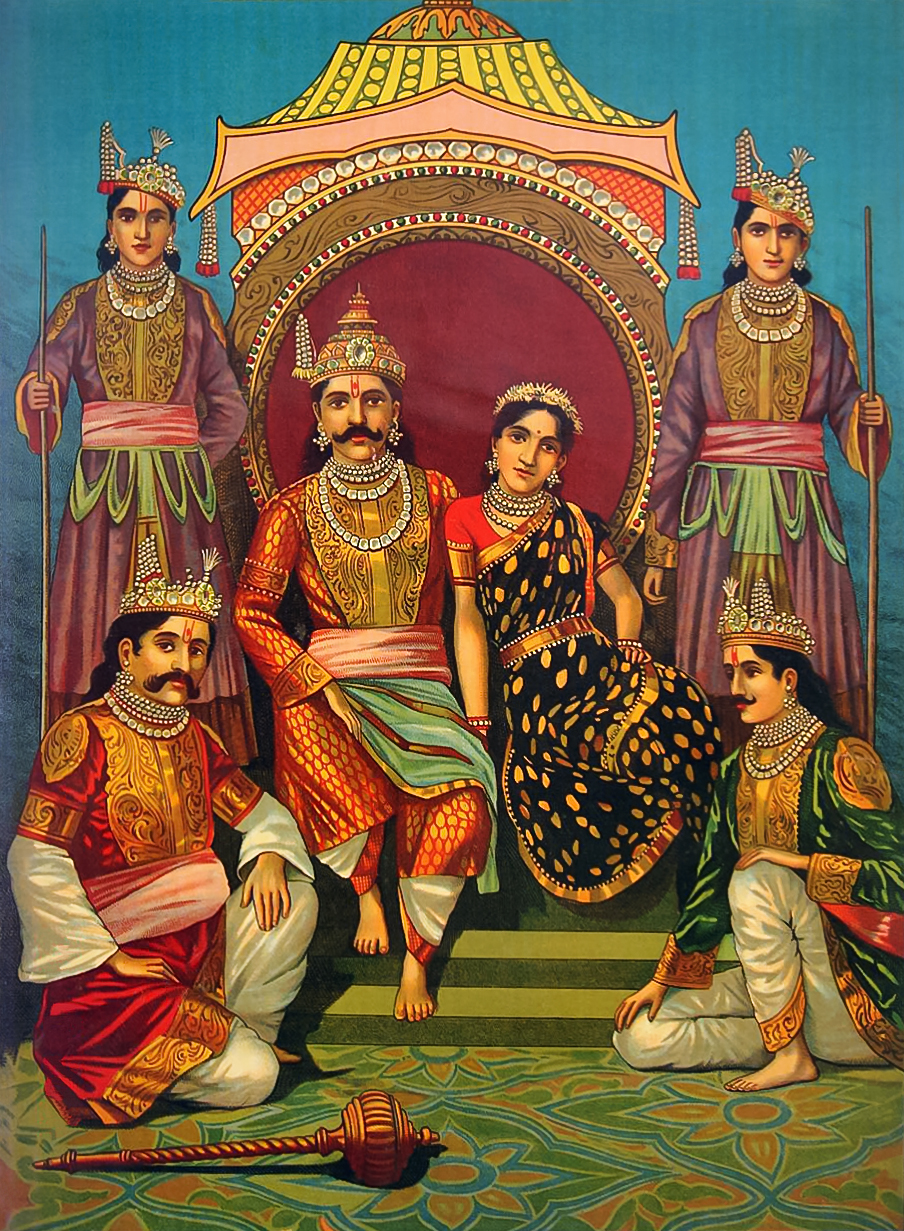
Draupadi và Pandavas

Trong sử thi Mahabharata, thuộc đạo Hindu, Pandava hay Pandavas là năm người con trai được thừa nhận của Pandu, bởi hai người vợ của ông là Kunti và Madri, công chúa của Madra. Tên của chúng là Yudhishthira, Bhima, Arjuna, Nakula và Sahadeva. Cả năm anh em đều cưới nhau cùng một phụ nữ, Draupadi.
Cùng nhau, các anh em chiến đấu và chiếm ưu thế trong cuộc chiến lớn chống lại người anh em họ là Kauravas, được gọi là Chiến tranh Kurukshetra.